# Альфред Овоц
Альфред Антоні Овоц (пол. Alfred Antoni Owoc; нар. 7 червня 1955, Зелена Гура, Польща) — польський політик, лікар, професор медичних наук, депутат сейму III i IV скликань.

## Життєпис
Закінчив лікарське відділення Медичної Академії в Познані (1980). У 1980 працював лікарем у Сулехуві. У 1999 отримав ступінь доктора медичних наук. 15 квітня 2015 президент Польщі надав йому титул професора медичних наук.
Як академічний викладач виконував функції ректора Люблінської вищої школи соціального здоров'я в Зеленій Гурі, професора на відділенні природничих наук Щецинського університету і професора Зеленогурського університету. Викладав також у Люблінському медичному університеті. В період уряду Лешека Міллера був національним консультантом із соціальної медицини. Член Польського лікарського товариства, обирався президентом Польського товариства охорони здоров'я і соціальної медицини.
23 червня 2016 року отримав звання почесного професора Тернопільського державного медичного університету імені І. Я. Горбачевського.

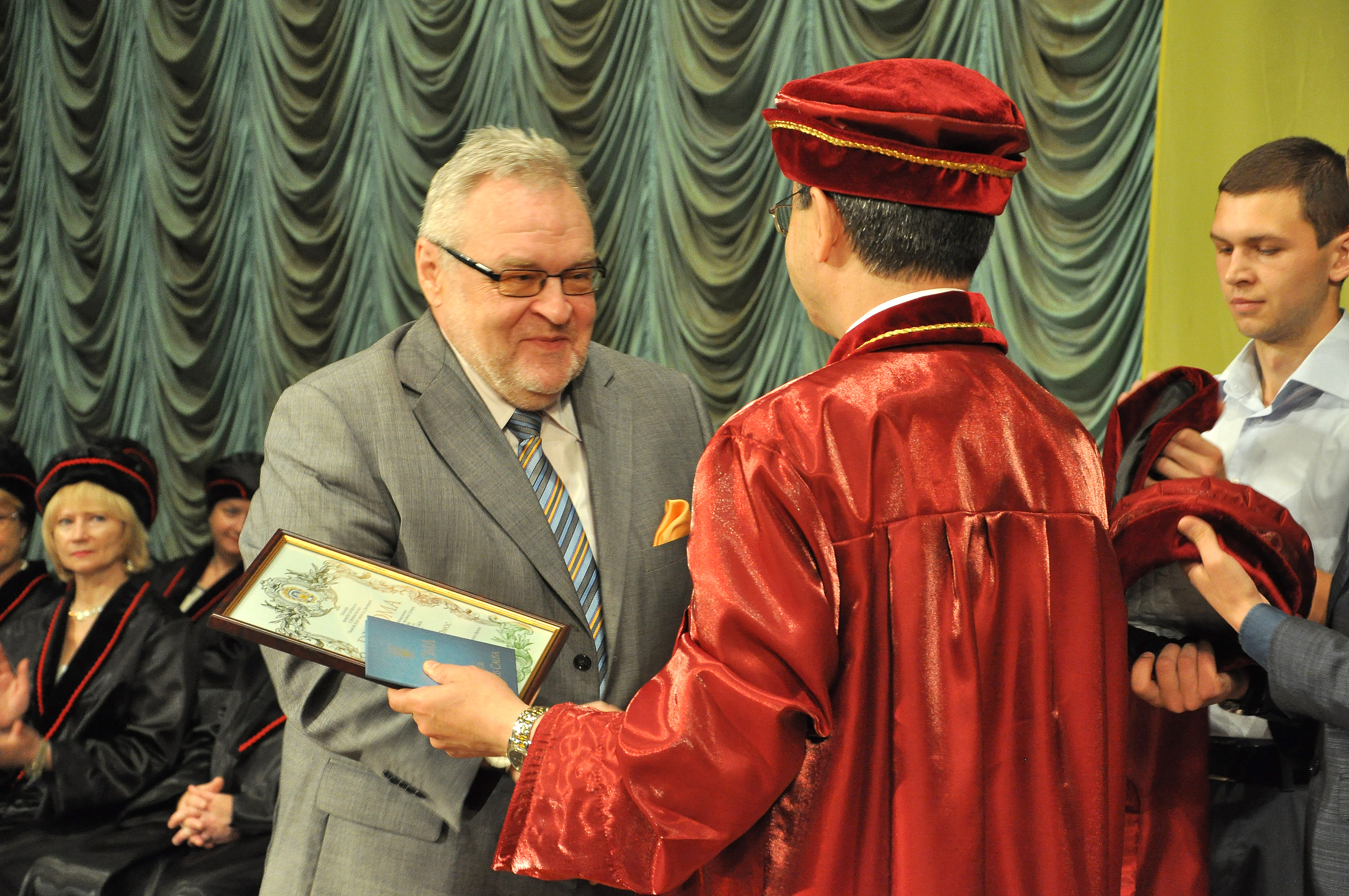
Михайло Корда вручає диплом почесного професора ТДМУ Альфреду Овоцу
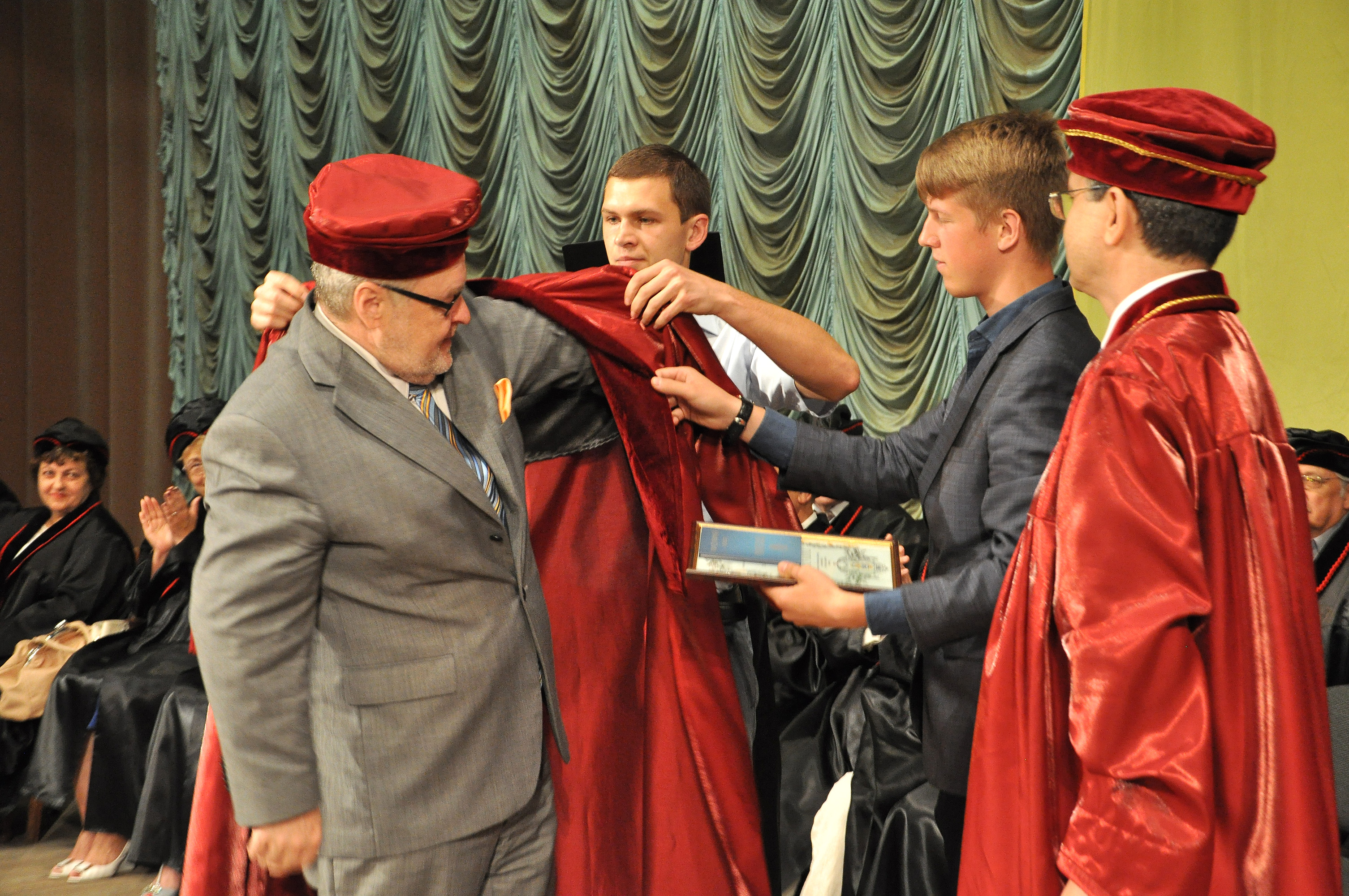
Студенти допомагають Альфреду Овоцу вдягнути мантію
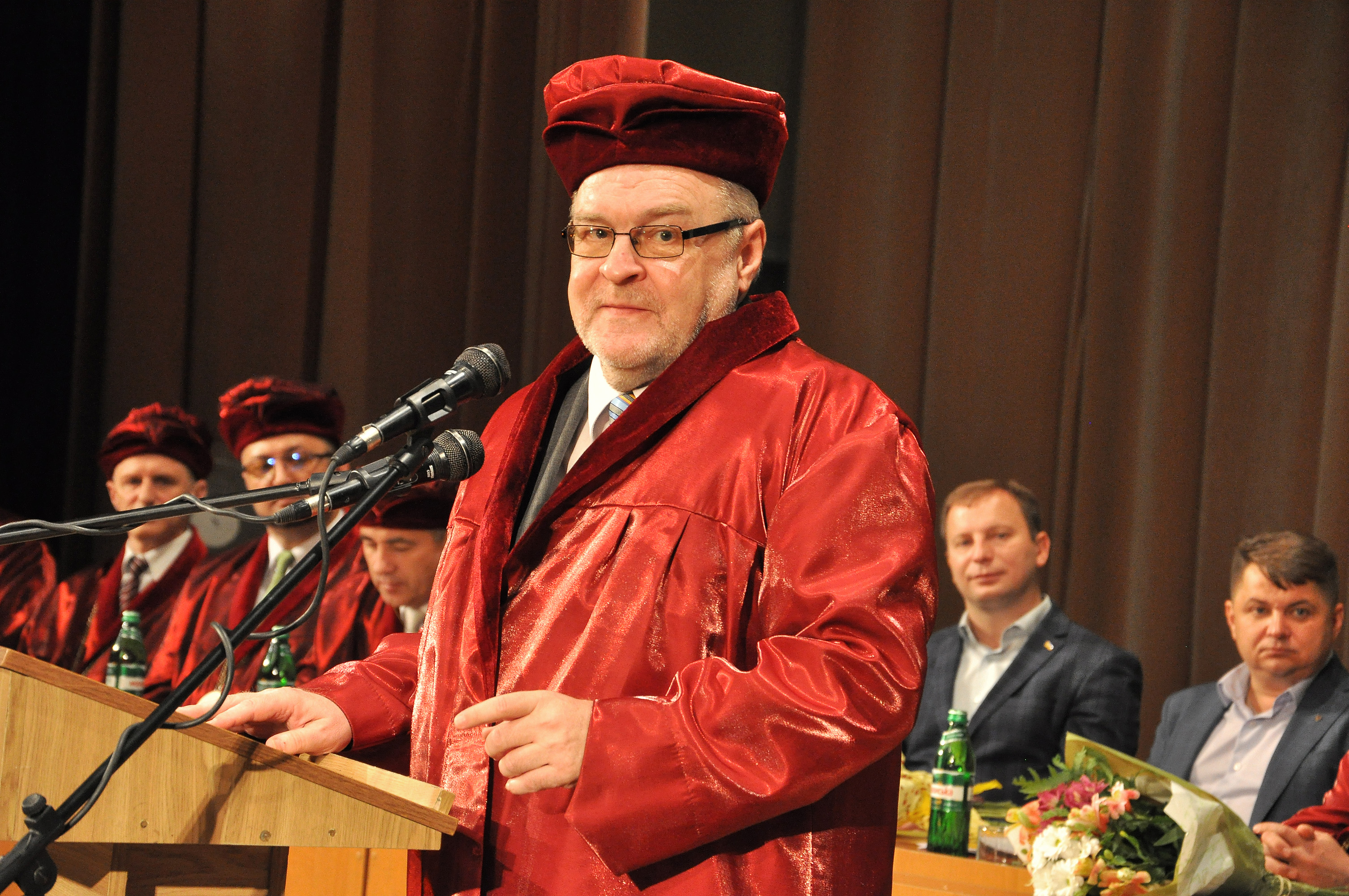
Виступає Альфред Овоц

### Громадська діяльність
Належав до Польської об'єднаної робітничої партії, у 1984 виступив співзасновником Всепольської профспілкової угоди. У 1997—2005 — депутат III i IV скликання польського сейму від Союзу демократичних лівих сил з округів Зеленої Гури № 52 і № 8.
У 2000 був учасником дорожньої пригоди. Поліції пояснював, що запах алкоголю відчувається від використовуваного оприскувача.
У 2003 звільнений з парламентської фракції Союзу демократичних лівих сил після ситуації з голосуванням «чотири руки». Пізніше вступив до парламентської фракції Робітничого союзу.
Безрезультатно балотувався до Сенату (2005) і до Сеймику Люблінського воєводства (2010 та 2014) за списком Союзу демократичних лівих сил. У 2011 провінційна влада Союзу демократичних лівих сил рекомендувала його кандидатуру до Сенату, але в кінцевому варіанті списку його прізвища не було.